# Faustino Mayo
Faustino Mayo, cuyo nombre real era Faustino del Castillo Cubillo, fue un fotógrafo español exiliado en México en 1939 junto con otros 1599 republicanos, que llegaron a Veracruz a bordo del Sinaia, bajo la protección del gobierno del general Lázaro Cárdenas del Río, quien les brindó asilo como refugiados políticos que huían de las consecuencias de la guerra civil española. Había nacido en 1913 en Galicia y murió, con voluntad manifiesta, en su tierra de adopción, la Ciudad de México, el año de 1996.
Fue parte del grupo denominado Hermanos Mayo integrado por los hermanos Paco, Cándido y Julio Souza Fernández y Pablo y Faustino Castillo Cubillo, quienes constituyeron una importante asociación dedicada a la fotografía profesional en España y después en México (Foto Hermanos Mayo). El nombre de Mayo surgió de un episodio en el que el grupo de fotógrafos documentó una revuelta poco antes de iniciarse la guerra civil que fue reprimida en Madrid y que tuvo lugar un mes de mayo.
El grupo emigró después a México. Al llegar a este país, su primera actividad fotográfica fue hacer un retrato a todos los emigrantes que llegaron con ellos en el buque Sinaia y posteriormente abrieron un estudio con el nombre de Fotos Mayo, que después fue cambiado a <Hermanos Mayo>. Publicaron fotografías en gran cantidad de diarios y revistas entre los que se encuentran Mañana, La Prensa, El Día y Esto. De estos dos últimos periódicos mexicanos, también fue fundador Faustino. Él y sus "hermanos", también colaboraron en la prensa de otros países como El Popular de Uruguay, Diario Hoy (Argentina), Time y Life, ambos semanarios estadounidenses.
Durante sesenta años Faustino se dedicó a la fotografía documentando la vida política, social y deportiva de México. Su cercanía a varios presidentes de la república le permitió fotografiar momentos estelares de la vida política nacional. Retrató también la vida cotidiana mexicana desde el ángulo familiar y de la vida de los pueblos. Fue un transformador del periodismo gráfico en el país, lo que le valió reconocimiento y aprecio colectivos. En 1976 él y su grupo recibieron el Premio Nacional de Periodismo e Información en la categoría de Fotografía y, más tarde, en el año 2007 los Hermanos Mayo volvieron a recibir el galardón, pero ahora en la categoría de Trayectoria periodística.
En la actualidad el Archivo General de la Nación cuenta con un importante acervo gráfico de más de 5 millones de negativos vendido por Julio Souza Fernández (Julio Mayo) en $11 300 000,00 (once millones trescientos mil pesos mexicanos) cuando la agencia que habían formado cerró finalmente sus puertas en la última parte de la década de 1980.